# Сайма (верхний приток Оби)
Сайма — небольшая река, протекающая по территории города Мегиона Нижневартовского района Ханты-Мансийского автономного округа — Югры. Длина 7—9 км (исток не выражен).
Исток находится в болоте к северу от города Мегиона. Река протекает почти параллельно протоке Мега через весь город в направлении с северо-востока на юго-запад, часть течения проходит по коллектору, перекинуто несколько мостов. На выходе из застроенной части города меняет направление на западное и впадает в безымянное озеро на протоке Оби Пасол, впадающей в протоку Старая Обь, которая в свою очередь впадает в Обь справа на 1649 км от её устья.
Река сильно загрязнена. С 2012 года предпринимаются попытки по улучшению состояния реки. Для очистки реки ведётся сбор средств.